# Omar Hassan Omar
Omar Hassan Omar (født 11. november 1990) er en dansk-etiopisk mellem- og langdistanceløber, der løber for AGF Atletik. Hans primære distancer er 5000 meter, 10.000 meter og halvmarathon. 
Omar har leveret nogle bemærkelsesværdige resultater blandt andet ved at vinde Bestseller Aarhus City Halvmarathon (2019), HCA Marathon (½ marathon) 2017 & Esrum Sø Rundt 2017.

## Historie
Omar Hassan Omar er født og opvokset i Jijiga i Etiopien i 1990. I 2014 kom Omar Hassan Omar til Køge i Danmark efter at være flygtet fra krig i sit hjemland.
Ved en tilfældighed blev Omar Hassan Omar's talent opdaget af løbetræner Erling Worm, som tog Omar Hassan Omar under sine vinger og begyndte at opbygge Omar Hassan Omar's form.

## Personlige rekorder
- 800 meter: 2.01:0 (2016)
- 1500 meter: 3.58.67 (2019)
- 3000 meter: 8.16.97 (2018)
- 5000 meter: 14.14:90 (2019)
- 10.000 meter: 30.24:65 (2018)
- 10 km: 30.16 (2019)
- Halvmarathon: 1.05.38 (2019)